# 伊予白滝駅
伊予白滝駅（いよしらたきえき）は、愛媛県大洲市白滝にある四国旅客鉄道（JR四国）予讃線の駅である。駅番号はS14。「愛ある伊予灘線」の愛称区間に含まれている。
「るり姫祭り」や紅葉で知られる白滝の最寄り駅である。また、例年11月23日（勤労感謝の日）に「るり姫祭り」の行われる白滝公園の最寄り駅でもある。国鉄時代、わたしの旅スタンプ設置駅であった。

## 歴史
この駅を開業させたのは愛媛鉄道である。1918年（大正7年）の2月14日に愛媛鉄道が長浜町駅（現在の伊予長浜駅）から大洲駅（現在の伊予大洲駅）までを開通させたのに伴い愛媛鉄道の途中駅、加屋駅（かやえき）として開業した。なお加屋駅は開業当初現在の位置とは別の位置（伊予長浜寄り300m）にあった。1928年（昭和3年）7月に今の位置へ移転した。 
愛媛鉄道は1933年（昭和8年）の10月1日に国有化となり愛媛線とされる。同時に駅名は現在の伊予白滝駅（いよしらたきえき）に改称されている。軌間は愛媛鉄道時代から762mmのままであったが昭和10年（1935年）10月、下灘駅から伊予長浜駅までの路線の開通にあわせて1067mmに改められ、このとき高松駅から下灘駅まですでにのびていた予讃本線が愛媛線を含めて伊予大洲駅までがつながったため高松駅から伊予大洲駅までが予讃本線とされたので当駅も予讃本線の駅となった。
1986年（昭和61年）の3月には向井原 - 内子間の新線が開通し向井原駅から当駅をへて伊予大洲駅にいたる線路が幹線としての役割を喪失したためこの駅においても優等列車が通過することは無くなった。
この駅はその後1987年（昭和62年）4月には国鉄の分割民営化により四国旅客鉄道の駅となって現在に至っている。予讃本線は1988年（昭和63年）6月に予讃線と改称された。

### 年表
- 1918年（大正7年）2月14日：愛媛鉄道の加屋駅（かやえき）として開業する[3]。現在とは異なる位置にあった[5]。
- 1928年（昭和3年）7月16日：現在の位置に移転となる[3][5]。
- 1933年（昭和8年）10月1日：愛媛鉄道が国有化により国鉄愛媛線となる[3]。現在の伊予白滝駅（いよしらたきえき）に改称される[3][5]。
- 1935年（昭和10年）10月6日：下灘駅から当駅までが開通、また愛媛線全線も改軌となる。このとき高松駅から伊予大洲駅までが予讃本線とされる。
- 1970年（昭和45年）6月1日：貨物取扱廃止[3]。
- 1984年（昭和59年）2月1日：荷物扱い廃止[3]。
- 1986年（昭和61年）3月3日：向井原 - 内子間の新線が開通する。当駅に優等列車が通過しないようになる。
- 1987年（昭和62年）4月1日：国鉄分割民営化により四国旅客鉄道の駅となる[3]。
- 1988年（昭和63年）6月1日：予讃本線が予讃線に改称される。また、昭和40年代前半から発売を中止していた硬券入場券がこの日から復活発売。
- 1991年（平成3年）11月21日：伊予上灘 - 伊予白滝間CTC化に伴い駅無人化[4]。
- 2014年（平成26年）3月15日：予讃線伊予市 - 伊予長浜 - 伊予大洲間の愛称が愛ある伊予灘線となる。

## 駅構造
相対式ホーム2面2線を持ち列車同士の行き違いが可能な地上駅である。
駅舎は木造平屋で古くからの、小柄なものであるがきれいにリニューアルされている。無人駅であり駅員は常駐しておらず自動券売機等の設置もない。ただし、11月23日の「るり姫祭り」の際には乗降客が多いことから、職員が臨時に派遣される。
駅舎横の駐車場には小さな池があり、金魚が泳いでいる。2番乗り場には待合所が2つある。

### のりば
| のりば | 路線                      | 方向 | 行先                         |
| ------ | ------------------------- | ---- | ---------------------------- |
| 1      | ■予讃線（愛ある伊予灘線） | 下り | 伊予大洲・八幡浜・宇和島方面 |
| 2      | ■予讃線（愛ある伊予灘線） | 上り | 伊予長浜・松山方面           |

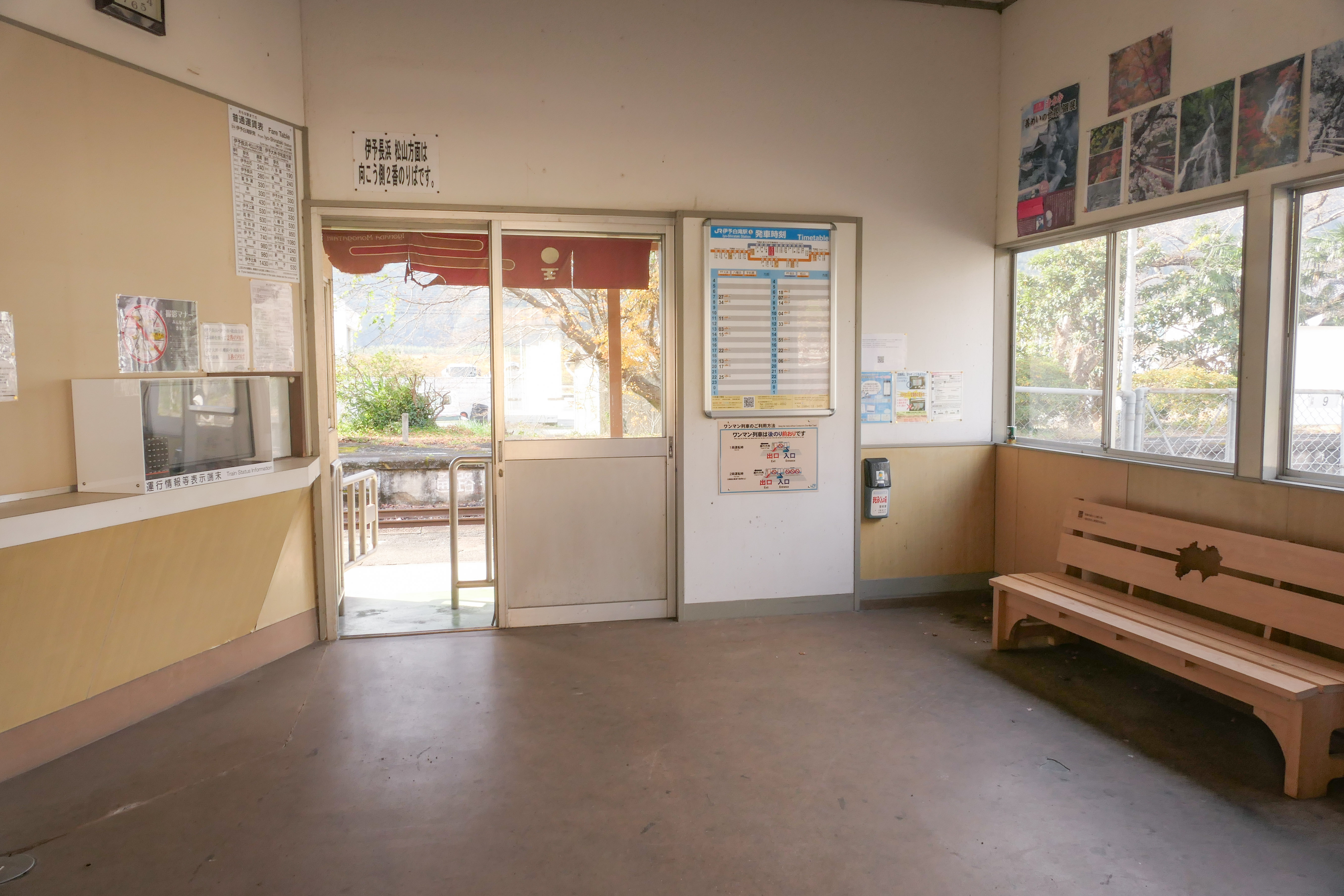
駅舎内（2025年1月）
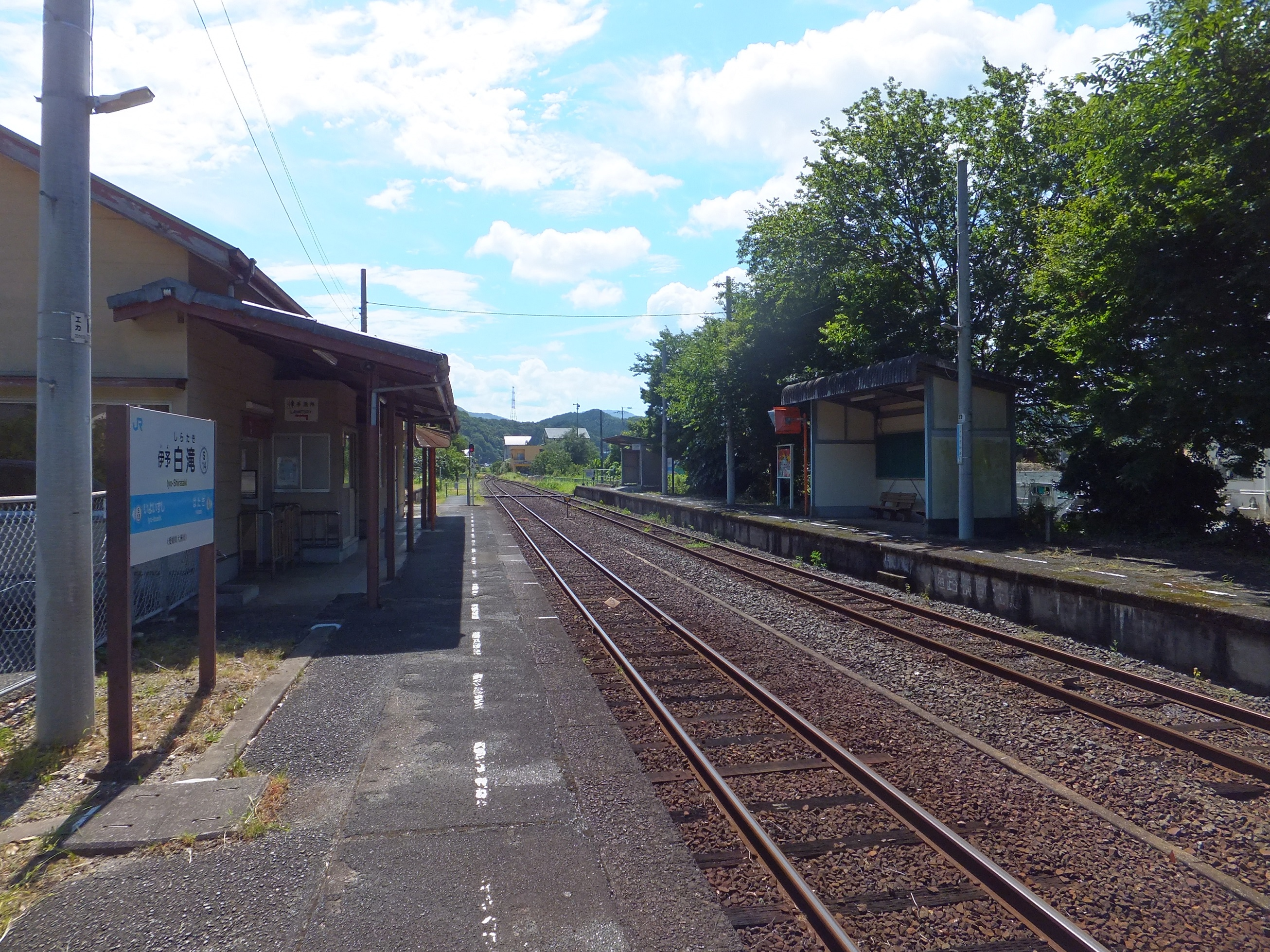
ホーム（2020年8月）
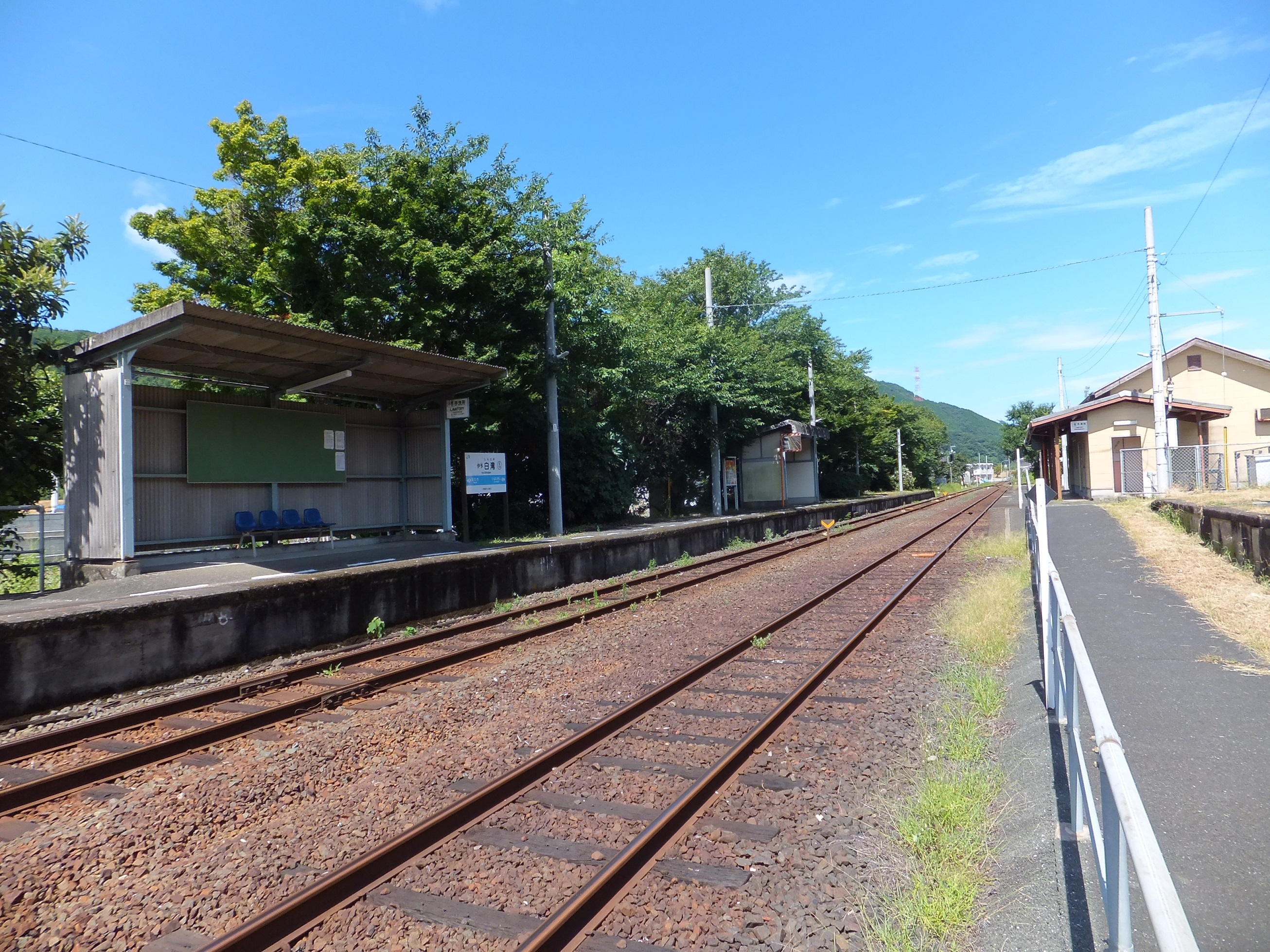
2番のりばを眺める（2020年8月、待合所が2つある）

## 利用状況
| 1日乗降人員推移 | 1日乗降人員推移 |
| 年度            | 1日平均人数     |
| --------------- | --------------- |
| 2011年          | 90              |
| 2012年          | 56              |
| 2013年          | 48              |
| 2014年          | 40              |
| 2015年          | 76              |

## 駅周辺
駅附近には肱川が流れそこに田淵川や滝川が注いでいるが特に滝川には白滝と呼ばれる何段にもなっている滝があり、これが当駅の名前の由来となった。駅から数分歩いたところの肱川には白滝大橋という橋が架かり対岸とこちらの岸を結んでいる。当駅の周辺は肱川の作った平地にあたり比較的人家が多く駅前は商店街である（ただし商店数は多くない）。
- 大洲警察署白滝駐在所
- 大洲市立白滝小学校
- 大洲市立柴小学校
- 大洲市立戒川小学校
- 白滝郵便局
- 白滝公園

## バス路線
伊予鉄南予バス
- 大洲病院前／八幡浜港方面
- 長浜駅前方面

## 隣の駅
四国旅客鉄道（JR四国）
■予讃線（愛ある伊予灘線）
伊予出石駅 (S13) - 伊予白滝駅 (S14) - 八多喜駅 (S15)